# 星星峡镇
星星峡镇，是中华人民共和国新疆维吾尔自治区哈密市伊州区下辖的一个乡镇级行政单位。

## 行政区划
星星峡镇下辖以下地区：
星星峡社区、马莲井社区和红柳河社区。